# 29448 Pappos
29448 Pappos (1997 QJ) là một tiểu hành tinh vành đai chính được phát hiện ngày 23 tháng 8 năm 1997 bởi P. G. Comba ở Prescott.